# Джеймс Форд
Джеймс Форд (англ. James Ford), более известный как Со́йер (англ. Sawyer) — один из главных героев телесериала «Остаться в живых», вымышленный мошенник, бабник и библиофил. На протяжении всего сериала ему больше всех везёт в отношениях с женщинами. В 5 сезоне стал новым лидером выживших. Исходя из множества опросов, Джеймс Сойер Форд является самым популярным среди зрителей персонажем.
На роль Сойера пробовались несколько актёров, сыгравших другие роли в этом сериале: Мэттью Фокс, в итоге сыгравший Джека Шепарда, Хорхе Гарсиа, сыгравший Хёрли, Иэн Сомерхолдер, исполнивший роль Буна Карлайла и Доминик Монаган, который сыграл Чарли Пэйса.
Характер Сойера послужил основой для характера Джеймса Веги — персонажа компьютерной игры «Mass Effect 3».

## Биография
Джеймс Форд родился в Джаспере 18 февраля 1968 года. Когда ему было 8 лет, его родители стали жертвами афериста по фамилии Сойер, который, завязав роман с его матерью, украл все сбережения семьи. Когда из-за этого между родителями вспыхнула ссора, мать велела Джеймсу спрятаться под кроватью. Он услышал, как отец убил мать, а затем вошёл в детскую, сел на кровать и застрелился. Будучи мальчиком, Джеймс написал письмо аферисту, надеясь в будущем разыскать его и передать послание лично в руки. Во время похорон к нему, как к будущему Кандидату, приходил Джейкоб. После гибели родителей он жил со своими бабушкой и дедушкой.
Позднее его исключили из школы. Обстоятельства сложились так, что Джеймсу самому пришлось стать мошенником. В итоге он принял имя человека, который разрушил его семью, и стал называться Сойером. Повзрослев, он взялся за поиски настоящего Сойера, чтобы передать ему письмо и убить. Он взял в помощницы свою любовницу по имени Кэссиди. Это было лишь частью большой аферы, по окончании которой Сойер рассчитывал прибрать к рукам её деньги. Когда афера уже близилась к финалу, Сойер неожиданно понял, что испытывает к Кэссиди слишком сильные чувства, чтобы хладнокровно обобрать её. Тем не менее ему пришлось довести задуманное до конца, так как его партнёр пригрозил убить и его самого, и Кэссиди.
В итоге она донесла на него в полицию, и Сойер на 7 лет сел в тюрьму. Спустя 9 месяцев Кэссиди навестила его и рассказала, что родила от него дочь Клементину. После этого он передал тюремному начальству сведения о том, где один из заключённых спрятал награбленные миллионы, и ему сократили срок. Когда его спросили, на какой счёт перевести причитающиеся ему комиссионные, он попросил положить их в банк в Альбукерке на имя Клементины Филлипс.
Освободившись, Сойер продолжил заниматься мошенничеством. Когда его партнер Хиббс передал ему информацию о том, что настоящий Сойер живёт в Сиднее под именем Фрэнка Даккета, он немедленно отправился в Австралию. Сидя в баре, Сойер познакомился с Кристианом Шепардом, отцом Джека. Кристиан рассказал ему о своих отношениях с сыном и, посетовав на собственную слабохарактерность, убедил Сойера довести его дело до конца (не зная, что тот задумал убийство). Сойер отправился к Даккету и застрелил его. Однако по его предсмертным словам он понял, что умирающий невиновен, а Хиббс просто использовал его, чтобы чужими руками избавиться от должника. Позднее Сойера арестовали за драку в баре и выслали из Австралии рейсом 815 авиакомпании Oceanic Airlines. Этот самолёт и потерпел крушение на острове.

### Первый сезон
После авиакатастрофы Сойер воспользовался случаем и присвоил себе всё, что нашёл ценного в багаже пассажиров. Он обыскал не только чемоданы на берегу, но и ручную кладь погибших пассажиров, чем сразу настроил против себя спасшихся. Сойер присоединился к группе, которая отправилась на возвышенность, чтобы попробовать отправить оттуда сигнал бедствия. Когда в лесу на них напал белый медведь, Сойер застрелил его из пистолета, который ранее стащил у раненого пристава. 

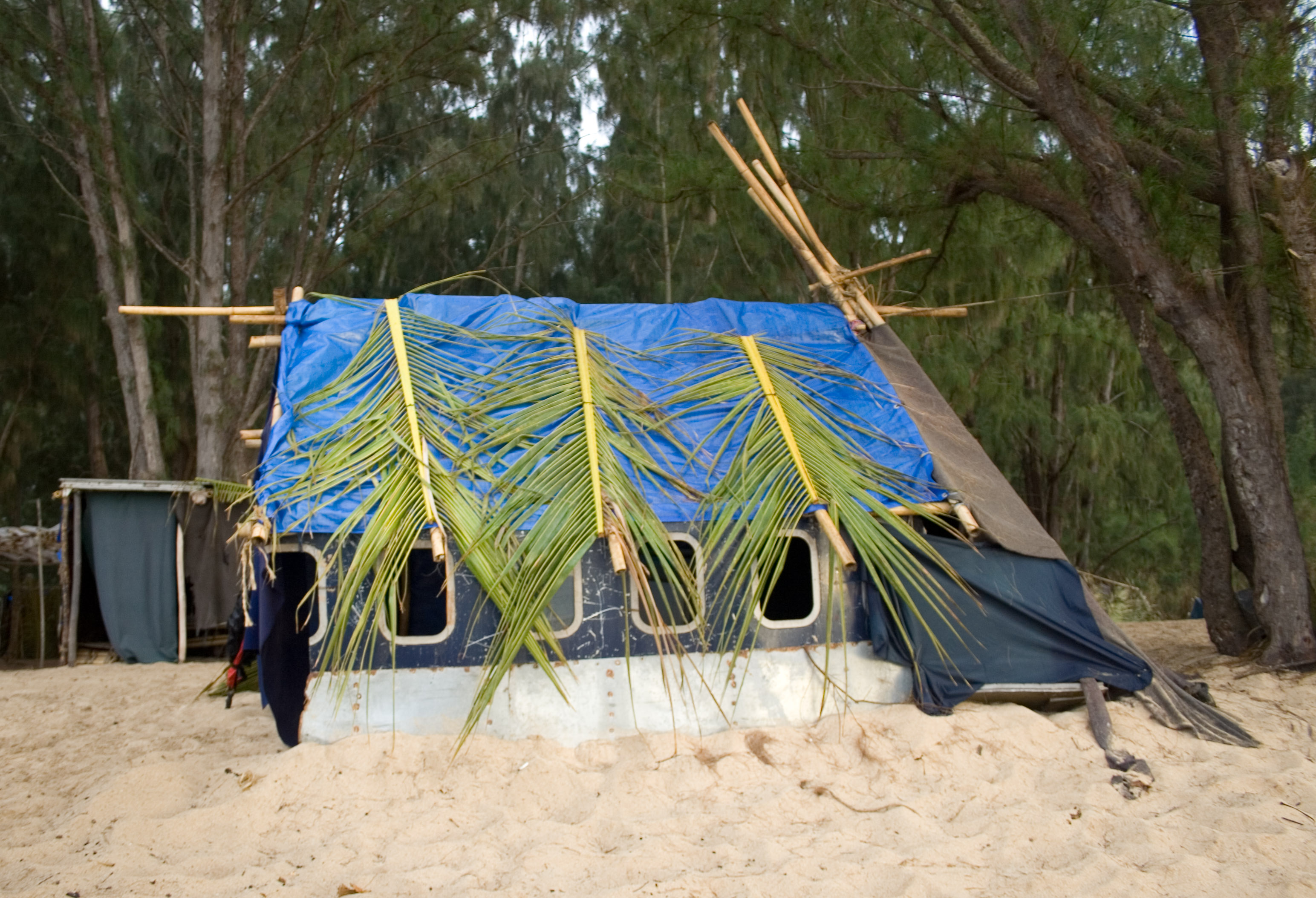
Хижина Сойера

Сойер обладает чувством юмора, который бывает и добрый, а порой очень едким. Многих людей с кем он общался, называл не по имени, а давал разные прозвища. Позднее его вызывающее поведение стали причиной того, что Бун заподозрил Сойера в краже ингаляторов Шеннон. Когда он отказался отдать лекарства, Саид применил к нему пытки, в ходе которых Сойер оскорблял иракскую нацию. Затем, пообещав рассказать о местонахождении лекарства одной лишь Кейт, Сойер потребовал, чтобы она в обмен поцеловала его. Девушка неохотно подчинилась, и тогда Сойер признался, что у него нет и не было ингаляторов.
На протяжении всего пребывания на острове Сойер чаще всего вступал в противостояние с Джеком, который против своей воли занял лидирующее положение в лагере. Кроме того, их обоих тянуло к Кейт, что тоже не способствовало налаживанию отношений. Периодически, однако, напряжение между мужчинами спадало. Так, когда Сойера стали мучить головные боли, Джек диагностировал у него дальнозоркость и помог подобрать очки.
Когда Майкл построил плот, на котором рассчитывал уплыть с острова, Сойер купил себе место на борту, отдав ему моток стального троса. Кейт обманом пыталась занять его место, и тогда Сойер публично разоблачил её, доказав, что она беглая преступница. После этого они стали враждовать, однако они оба хотели попрощаться, но Кейт пришлось идти за динамитом, а Сойер рубил деревья для мачты в джунглях. Перед отплытием Сойер рассказал Джеку о том, что познакомился в Сиднее с его отцом, и передал содержание их разговора, в котором Кристиан признавался, что гордится сыном и сожалеет о разрыве с ним. Когда плот вышел в плавание, на него совершили нападение Другие. Сойер пытался помешать им украсть Уолта, но получил пулю в плечо и свалился за борт. Затем Другие взорвали плот.

### Второй сезон
Джин пропал в океане, а Майкл с Сойером ухватились за обломки плота. Сойер спас Майкла, сделав ему искусственное дыхание, и голыми руками вытащил пулю из своего плеча. Постепенно течение стало относить их обратно к острову. Оказавшись на берегу, они нашли Джина, который едва успел убежать от каких-то людей, взявших его в плен. Вскоре эти неизвестные островитяне нашли их и на этот раз пленили всю троицу. Сойер пытался сопротивляться, но получил удар по голове от чернокожего великана мистера Эко.
Неизвестные бросили всех троих в яму, где они просидели несколько дней. Затем в яму опустили Ану-Люсию, которая обезоружила Сойера. Позднее оказалось, что напавшие — это выжившие пассажиры из хвоста самолёта. Они отвели пленников на станцию «Стрела», которая была их убежищем, а затем решили пересечь остров до лагеря первой группы спасшихся. Пока они шли по джунглям, у Сойера воспалилась рана на плече, и его пришлось нести на носилках.
Оказавшись в лагере, Сойер некоторое время провел без сознания в бункере. Пока Джек лечил его, Сойер в бреду признался, что любит Кейт. Затем, уже оправившись, он разозлился на Джека за то, что тот забрал его припасы, и в отместку украл из бункера все оружие и медикаменты. Джеку, однако, удалось вернуть лекарства, отыграв их у Сойера в покер. Потом Сойер раздал оружие некоторым спасшимся, и в том числе Кейт, когда она вместе с Клер и Руссо собралась на поиски медицинской станции. Ане-Люсии тоже удалось вооружиться, правда обманным путём — она соблазнила Сойера в джунглях и после интимной близости выкрала у него пистолет. Когда в лагерь вернулся Майкл, он потребовал, чтобы некоторые спасшиеся пошли вместе с ним выручать Уолта. В числе этой группы оказался и Сойер. В итоге Майкл оказался предателем, и Другие взяли его товарищей — Джека, Сойера и Кейт — в плен.

### Третий сезон
На следующий день Сойер очнулся запертым в клетке, где ранее содержались медведи. В клетке напротив находился юноша по имени Карл, которого после неудачной попытки побега увели, а на его место посадили Кейт. Другие заставили их работать — дробить камни. Там Сойер спровоцировал охранников и вступил с ними в драку, чтобы (как позже он признался Кейт) выяснить силы противника. Далее Сойер разработал план побега и рассказал о нём Кейт. Он не подозревал, что Другие наблюдают за пленниками с помощью камер слежения, поэтому его план провалился.
Чтобы усмирить Сойера, ему якобы вшили в сердце аппарат, который в случае повышения пульса должен был спровоцировать остановку сердца. Более того, Бен пригрозил проделать то же самое с Кейт, если Сойер расскажет ей о случившемся. После укола Сойер к удивлению Кейт очень переменился: отказался бежать, когда ей удалось выбраться из клетки, и не сопротивлялся, когда его избивал Пиккет. Позднее Бен увел Сойера на прогулку, где рассказал, что ему в сердце ничего не вшивали. От него же Сойер узнал, что их отвезли на другой остров, поэтому пытаться бежать бессмысленно.
Когда Колин умерла на операционном столе, жизни Сойера стала угрожать опасность со стороны Пиккета. Зная об этом, Кейт сломала замок на его клетке и стала уговаривать товарища бежать. Он отказался и рассказал ей, что на самом деле они находятся на другом острове, и пути к бегству отрезаны. Тогда Кейт пробралась в клетку Сойера и между ними произошла интимная близость, после чего Сойер признался Кейт в любви. Затем пришел Пиккет с намерением убить Сойера. Его избили и уже приставили к виску пистолет, когда у Тома неожиданно заработала рация. Оказалось, что Джек приостановил операцию Бена и пообещал завершить её только в том случае, если его друзей отпустят. Забрав оружие Пиккета, Сойер и Кейт бросились бежать. Другие едва не настигли их, но беглецов выручила Алекс. Она же пообещала отвести их к лодке в обмен на спасение Карла. Позднее, когда они уже готовились вместе с Карлом к отплытию, их пытался остановить Пиккет, но Джульет застрелила его.
Когда они благополучно высадились на своём острове, Сойер дважды разочаровал Кейт: он не препятствовал побегу Карла и не поддержал её стремление собрать команду и немедленно выдвинуться на помощь Джеку. Вернувшись в лагерь, он обнаружил, что спасшиеся поделили его вещи. В особенности сожалея о потере спиртного, Сойер попытался возвратить своё добро, сразившись с Херли в настольный теннис, но проиграл.
Постепенно отношения Кейт и Сойера налаживаются, но лишь потому, что она рьяно ревнует Джека к Джульетт. И находит утешение лишь в объятьях Сойера. Потом Сойер узнает, что все действия Кейт не больше, чем способ вызвать ревность у Джека. Сойер встречает в лесу Локка, который предлагает ему убить Бена, схваченного несколько часов назад. Сойер отказывается, но всё равно следует за Локком. Локк приводит его на «Чёрную скалу» и запирает в одной комнате с человеком с мешком на голове, который потом оказывается отцом Локка - Энтони Купером. При их разговоре Энтони внезапно упоминает, что он занимался аферами и одно из его имён было Том Сойер. Когда Сойер понимает, что именно Энтони обанкротил их семью и является виновником смерти его родителей, он его убивает.

### Четвёртый сезон
Когда на остров начали прибывать люди с корабля «Кахана», он выбрал путь Локка — уйти в джунгли, руководствуясь принципом спасения себя. Находясь в команде Локка, чуть не казнил Бена. Какое-то время он жил вместе пассажирами Ошеаника 815, которые ушли с Локком, в посёлке Дхармы. В посёлок на разведку ситуации пробралась Кейт. Они заночевали в домике Сойера, но утром Сойер в разговоре с Кейт порадовался, что она не беременна от него. Кейт дала ему пощёчину и ушла.
Во время атаки посёлка людьми Кими пытался вывести из под огня людей и организовать сопротивление, но это практически ничего не дало. Спас их всех Монстр (Черный Дым), которого вызвал Бен. В итоге Сойер ушёл в лес вместе с Клер, Хёрли, Майлзом и Локком. Затем вместе с Майлзом и Клер пошёл на пляж. А ночью Клер пропала и Сойер взял оставленного Аарона. В итоге вместе с Шестёркой Ошеаник и Лапидусом он улетел на вертолёте к кораблю. Но вертолёт из-за пробоин жёг слишком много топлива, и Сойер выпрыгнул из вертолёта в океан, поцеловав Кейт на прощание и попросив найти его дочь.

### Пятый сезон
Во время скачков во времени Джеймс принял на себя лидерство над всеми, кто остался после налёта Других в 1954 году. В конечном итоге оказался вместе с Джульет, Майлзом, Джином и Фарадеем в 1974 году. Там он на пару с Джульет спас от плена девушку по имени Эми, застрелив двух Других. Вместе с Эми они пошли в посёлок Дхармы и попали под действие звуковой ограды. Проснувшись, Сойер, назвавшись Джимом ЛаФлёром, переговорил с Горацием Гудспидом. Гораций решил, что всех их посадят на подводную лодку и увезут с острова, что Сойеру не понравилось. В тот же вечер в посёлок пришёл выяснять отношения нестареющий Ричард. Гораций не смог решить проблемы, и тогда это сделал Сойер, сказав, что он убил его людей, защищаясь. А заодно упомянул про Джона Локка, пришедшего к Ричарду в 1954-м. Ричард потребовал тело убитого парня Эми и местонахождение трупов своих людей, после чего отказался от претензий. В благодарность Гораций разрешил остаться выжившим на острове в посёлке на две недели, чтобы поискать ещё выживших.
При неизвестных обстоятельствах две недели превратились в три года. Между Сойером и Джульет завязались романтические отношения перешедшие в интимные, а сам он стал главой охраны. И эта идиллия продолжалась, пока на остров не вернулись Джек, Кейт, Саид и Хьюго. Всех, кроме чуть позже обнаруженного Саида, он пристроил в Дхарму. Саид же спутал ему все карты своим отказом. После происшествия с юным Беном (Саид выстрелил в мальчика), Джеймс отнёс раненного мальчика Другим, но об этом узнал его подчинённый — Фил. Вырубив его, он понял, что жизнь в Дхарме закончилась. Но незадолго до ухода его разоблачил Радзинский. Позже, сбежав с подлодки вместе с Кейт и Джульет, Сойер пытался остановить Джека, намеревавшегося взорвать водородную бомбу. Но Джульет решила, что Джек должен это сделать. Он пытался уговорить Джульет уехать с острова, но Джульет видела, что чувства Сойера к Кейт не погасли. Сойеру нечего было возразить, в конце концов ему пришлось принять решение Джульет стереть друг друга из памяти. Во время Инцидента Джульет затянула в шахту «Лебедя» обвившая её цепь. Сойер изо всех сил пытался её удержать, но Джульет сама отпустила руку, испугавшись, что может утянуть его за собой. Кейт и Джек оттащили Сойера от опасного места.

### Шестой сезон
Едва оказавшись в 2007 году, ударил Джека ногой по лицу. После того как Джульет удалось откопать, спустился к ней, пообещав Кейт, что убьёт Джека, если она умрёт. И она умерла. Попросив Майлза помочь похоронить её, он велел ему узнать, что именно хотела сказать ему Джульетт перед смертью. Майлз ответил: «Получилось». Позже был схвачен Другими и приведён в Храм. При этом он вырубил троих нападавших. Всё же передумал убивать Джека, увидев, что тот и так мучается. Затем, завладев оружием, ушёл в Дхармовилль. Там он нашёл в тайнике своего дома кольцо. Он собирался сделать Джульет предложение. Кейт нашла его. Сидя на причале, он рассказал ей об этом, выкинул кольцо и прогнал её.
Потом до прихода Лже-Локка сидел в доме и пил. После разговора решил пойти с ним. Позже по заданию лже-Локка провёл разведку на острове Гидра. Вернувшись, он вёл двойную игру, надеясь перехитрить Локка и Уидмора, чтобы завладеть подлодкой и уехать с острова. Заполучив яхту, он вместе с Клэр, Кейт, Лапидусом, Сун, Хьюго и Джеком поплыл на остров Гидра. По пути он выгнал Джека с яхты, когда тот сказал, что они должны остаться. По прибытии был посажен в клетку, где уже сидел три года назад. Освободился благодаря Лже-Локку, Саиду и Джеку. У самолёта сказал, что теперь верит Лже-Локку, но на деле велел Джеку скинуть его в воду, чтобы не пустить на подлодку. Уже на ней, думая, что делать с бомбой, не послушал Джека, не поверив ему, что бомба не взорвётся и выдернул провода. В результате, Джеймс оказался прав и бомба всё равно взорвалась. После взрыва пытался помочь освободить Сун, но его оглушило ударом железки. Джин велел Джеку забирать Сойера и уходить. И Джеку удалось его вытащить на берег. Поняв, что косвенно он стал виновником смерти Саида, Джина и Сун, Сойер пошёл с Джеком на поиски Дезмонда, чтобы разобраться с Человеком в Чёрном. После разговора с Джейкобом, он отправился к колодцу, где встретил Монстра и открыл глаза Бену на его замыслы. Затем вместе с Джеком, Кейт и Хьюго направился к бамбуковой роще. После гибели Монстра решил бежать на самолёт вместе с Кейт. По пути они прихватили Клэр и благополучно попали на самолёт, едва не опоздав.

### Конец жизни
Сойер работает полицейским. В финальной серии он случайно пересекается с Джульет. Они касаются друг друга и вспоминают свою жизнь на острове. Джульет просит Сойера поцеловать её, на что тот отвечает: «Как скажешь, блонди!». Они оба оказываются в числе тех, кто попал в церковь, так что они могут перейти к следующему этапу вместе.
Альтернативная реальность оказывается чистилищем, в котором все персонажи
встречаются, чтобы вместе уйти в мир иной.

### Увлечение литературой
Сойер — один из персонажей телесериала, кто практически не расстаётся с книгой. Что примечательно, своё увлечение он сохранил на протяжении всего времени, которое длится приключение выживших на острове. Так, «выловленный» им в начале первого сезона роман «Обитатели Холмов» стал косвенной причиной последующей драки с Буном. Когда Сойер заподозрил Джина в поджоге плота, он побил его и сказал что на острове «правит Повелитель мух». Уже будучи пленённым Другими, во время краткосрочной прогулки с Бенджамином Лайнусом, Сойер с удовольствием цитирует Джона Стейнбека и его повесть «О мышах и людях». В пятом сезоне, когда вернувшийся на Остров Джек вызывает Джеймса на разговор, тот все равно не перестаёт читать и при этом замечает, что так ему лучше думается. Получается, что бы ни происходило у персонажа в душе: старался ли он обособиться ото всех, боролся за свою свободу и жизни друзей либо внезапно обретённое семейное счастье, — своей любви к литературе Сойер не изменял ни на мгновение.

### Женщины
На протяжении всего сериала Джеймс имел больше всех отношений с девушками, этим он является абсолютной противоположностью Джека, которому очень не везло с женщинами. До Острова был в отношениях Кэссиди, которая родила ему дочь. Расстался с ней, чтобы спасти её от своего бывшего сообщника.
На Острове вступил в мимолётную связь с Аной-Люсией, чем сильно удивил Джека. Так же состоял в любовных отношениях с Кейт. Несмотря на симпатию к Джеку, к Джеймсу Кейт испытывала более серьёзные чувства. Эти отношения прекратились по причине того, что Джеймс, несмотря на любовь к Кейт, не видел дальнейшего будущего после возвращения, а Кейт отказалась оставаться на Острове. В финале сериала Джеймс и Кейт вместе выбрались с острова. По словам Кристиана, они прожили долгую жизнь.
В 5 сезоне у Джеймса завязались романтические отношения с Джульет, эти отношения продлились 3 года, Джеймс даже собирался сделать ей предложение, но не успел, так как по вине Джека она погибла. В альтернативной реальности Джеймс и Джульет воссоединились.